# Brandvlerkvlinder
De Brandvlerkvlinder (Pheosia tremula) is een vlinder uit de familie van de tandvlinders (Notodontidae), die verspreid over Europa voorkomt, tot aan de poolcirkel. Hij heeft een voorvleugellengte van 22 tot 28 mm. De vlinder overwintert als pop onder de grond.
De imago kan vrij gemakkelijk verward worden met de berkenbrandvlerkvlinder. Deze laatste is echter kleiner, en de witte wigvormige figuur aan achterrand aan de binnenkant van de voorvleugel is breder en korter.

## Waardplanten
De waardplanten van de brandvlerkvlinder zijn de populier, met name ratelpopulier, wilg en berk.

## Voorkomen in Nederland en België
De brandvlerkvlinder is in Nederland en België een gewone soort die verspreid over het hele gebied voorkomt. Hij vliegt van half april tot begin september.